# 醒獅勳刀
醒獅勳刀，曾爲中華民國國軍中的最高榮譽，用以表彰那些已被授予最高等級勳章，而繼續作出重大貢献的海陸空將官。

## 簡介
勳刀的刀柄和刀鞘都有以黃金雕刻而成的醒獅浮雕。刀身兩邊分別鐫刻「夷難定功」和「我武維揚」的刀銘。醒獅勳刀共分三等，於1935年6月15日公布《陸海空軍勳賞條例》時納入。
1931年（民國20年）11月23日，政府公布頒發陸海空軍勳刀規則，規定一星至九星，分為九等九星勳刀。1935年（民國24年）8月1日將規則廢止；同年6月15日公布陸海空軍勳賞條例時，將勳刀納入條款，分為三等有穗無表：一等有九隻獅，穗為金線黃絲線織成；二等有七隻獅，穗為金線藍絲線織成；三等則有五隻獅，穗為金線紅絲線織成。
2017年10月19日，有鑑於勳賞條例實施以來從未頒發過勳刀，且參照美、日等國亦沒有勳賞性質的勳刀，令行政院決議將條例中有關勳刀部分廢止，惟會期內未獲立法院通過，勳刀制度仍存於條例中。